# Fernando del Paso
Fernando del Paso Morante (Ciudad de México, 1 de abril de 1935-Guadalajara, 14 de noviembre de 2018) fue un escritor, dibujante, pintor, diplomático y académico mexicano. Era especialmente reconocido por tres extensas novelas, que son consideradas como algunos de los mejores exponentes de la narrativa mexicana del siglo XX: José Trigo (1966), Palinuro de México (1977) y Noticias del Imperio (1987). En 2015 le fue concedido el Premio Cervantes.

## Biografía
Fernando del Paso nació el 1 de abril de 1935 en la Ciudad de México, en un domicilio ubicado en la Colonia Roma, en Orizaba 150. Desde sus primeros años mostró inclinación por el dibujo y la literatura, las cuales desarrollaría en su vida adulta. Cursó la preparatoria en el Colegio de San Ildefonso, donde conoció a su esposa, Socorro Gordillo.
Inició los estudios de Medicina, pero descubrió que no soportaba la visión de la sangre y las vísceras, por lo que decidió cambiar de carrera, cursando dos años de la de Economía y realizando un seminario de Literatura en la UNAM.
En 1955 comenzó a trabajar como escritor de textos para varias agencias publicitarias, desempeñándose además como periodista y locutor. Es la época en que Del Paso empezó a escribir los poemas de Sonetos de lo diario, libro que publicó en 1958.
En 1965 recibió la beca del Centro Mexicano de Escritores, y al año siguiente publicó su primera novela, José Trigo, en la recientemente creada editorial Siglo XXI. Se trata de una obra formalmente sofisticada, con influencias de James Joyce, por su afán totalizador y el uso de diversas técnicas narrativas, ambientada en los talleres ferroviarios de Nonoalco-Tlatelolco (donde actualmente se levanta el conjunto del mismo nombre) durante el levantamiento ferrocarrilero de 1959.
A pesar de que recibió el Premio Xavier Villaurrutia el mismo año de su aparición, y de tener el aval de Juan Rulfo y Juan José Arreola, las críticas iniciales fueron adversas, debido a la dificultad y complejidad de la obra, que a los elementos históricos ya mencionados, agrega una amplia variedad de registros lingüísticos y elementos de la mitología azteca.
En 1969 fue becado por la fundación Ford y viajó a Iowa para participar en el International Writing Program, a fin de poder dedicarse a su carrera literaria. Allí residió con su familia hasta 1971, cuando solicitó y obtuvo la Beca Guggenheim, con la que se instaló en Londres, donde se desempeñó como productor de programas de radio, escritor y locutor en la BBC, a la vez que trabajó en su segunda novela, Palinuro de México, que publicó en 1977.
Emparentada con obras como Gargantúa y Pantagruel de François Rabelais o Tristram Shandy de Laurence Sterne, esta novela narra las andanzas de su protagonista, Palinuro, estudiante de medicina, por la Ciudad de México, al mismo tiempo que su romance con su prima Estefanía, a veces narradas en tercera persona y a veces por el mismo Palinuro. Entre los elementos y temas dispares que se dan cita en la novela pueden mencionarse la crónica de la represión policial en la Plaza de las Tres Culturas de México durante las Olimpiadas del 68, la descripción minuciosa de la ciudad con carácter de personaje, el pastiche literario y la sátira de la publicidad. Palinuro... tuvo una mejor recepción crítica inicial que su antecesora, y obtuvo el Premio Rómulo Gallegos en 1982.
Después de vivir catorce años en la capital británica, en 1985 se trasladó a París donde se desempeñó como consejero cultural en la embajada de México —cargo que ejerció durante tres años—, a la vez que trabaja en Radio Francia Internacional como escritor y productor. Ese mismo año Palinuro de México se tradujo al francés; recibió el reconocimiento de la crítica francesa y el Premio al Mejor Libro Extranjero en Francia. En 1986 ganó el premio Radio Nacional de España al mejor programa en español de carácter literario por su Carta a Juan Rulfo.
En 1987 publicó la obra que ha resultado ser la más exitosa entre el público y la crítica: Noticias del Imperio. Ambientada durante el Segundo Imperio mexicano (1863-1867) y basada en la vida de los emperadores Maximiliano y Carlota, esta novela enciclopédica no se conforma con una descripción monológica de «lo que sucedió». Al contrario, Del Paso mismo insiste en ofrecer, de forma historiográfica, todas las versiones posibles de los incidentes importantes en la vida de los protagonistas y de la intervención francesa en México, para lo cual se documentó vastamente durante el proceso de escritura de la obra. En 2007, una convocatoria organizada por la revista Nexos la consideró la mejor novela mexicana de los últimos treinta años.
Esta obra tuvo decisiva influencia en otras de generaciones posteriores, sobre todo en escritores cubanos como Leonardo Padura en La novela de mi vida y sobre todo influencia estilística en Fernando Velázquez Medina y su novela experimental Última rumba en La Habana.
En 1989 fue nombrado cónsul general de México en París, cargo en el que permaneció hasta 1992, cuando regresó a México después de veintitrés años de vivir en el extranjero y asumió el cargo de director de la Biblioteca Iberoamericana Octavio Paz de la Universidad de Guadalajara. En esta ciudad comenzó a trabajar en su siguiente novela, en la que explora el género de la literatura de suspenso, y que se publica en 1995: Linda 67.
En mayo de 2007 la citada universidad le hizo un homenaje público al nombrar a una de sus más grandes bibliotecas, ubicada en el Centro Universitario de la Ciénega, como Biblioteca-Mediateca Fernando del Paso.
Entre los reconocimientos que ha obtenido, además de los ya citados, destacan: el premio Novela México 1975, Mazatlán de Literatura 1988, Nacional de Lingüística y Literatura 1991, y Premio FIL de Literatura 2007. En 1993 fue nombrado Creador Emérito. En octubre de 2006, fue elegido miembro correspondiente de la Academia Mexicana de la Lengua. Es miembro honorario del Seminario de Cultura Mexicana. El 12 de febrero de 1996 ingresó al Colegio Nacional con el discurso «Yo soy un hombre de letras», el cual fue contestado por el doctor Miguel León Portilla. Más recientemente, el 5 de diciembre de 2013 fue distinguido con el doctorado Honoris Causa por la Universidad de Guadalajara; en abril de 2014 fue galardonado con el Premio Internacional Alfonso Reyes, el mismo día que cumplió 79 años; y en noviembre de 2015 el gobierno español le otorgó el Premio Cervantes, el más importante de las letras castellanas, en reconocimiento a toda su obra.
Además de su labor literaria, Fernando del Paso incursionó en el dibujo y la pintura: presentó sus obras en Londres, Madrid, París y varias ciudades de Estados Unidos. En la Ciudad de México ha expuesto en el Museo de Arte Moderno y el Museo de Arte Carrillo Gil, y en Guadalajara, en el Instituto Cultural Cabañas y en el Ex Convento del Carmen.
En 2013 sufrió una serie de infartos cerebrales que le provocaron una afasia de la que de a poco logró recuperarse. Falleció en su casa de Guadalajara el 14 de noviembre de 2018, a los 83 años, sin que trascendiera la causa del deceso.

## Obra

### Novela
- José Trigo (1965)
- Palinuro de México (1977)
- Noticias del Imperio (1987)
- Linda 67. Historia de un crimen (1995)

### Poesía
- Sonetos de lo diario (1958)
- De la A a la Z (1988)
- Paleta de diez colores (1990)
- Sonetos del amor y de lo diario (1997)
- Castillos en el aire (2002)
- PoeMar (2004)

### Teatro
- La loca de Miramar (1988)
- Palinuro en la escalera (1992)
- La muerte se va a Granada (1998)

### Cuento
- Cuentos dispersos (1999)

### Ensayo
- El coloquio de invierno, con Carlos Fuentes y Gabriel García Márquez (1992)
- Memoria y olvido. Vida de Juan José Arreola (1920-1947) (1994)
- Viaje alrededor de El Quijote (2004)
- Bajo la sombra de la historia. Ensayos sobre el islam y el judaísmo. vol. I. (2011)

### Infantiles
- Paleta de diez colores (1992)
- Encuentra en cada cara lo que tiene de rara (2002)
- Ripios y adivinanzas del mar (2004)
- Maricastaña y el ángel (2005)
- ¡Hay naranjas y hay limones! (2007)

### Otras
- Douceur et passion de la cuisine mexicaine (1991)
- Trece Técnicas Mixtas (1996)
- 2000 caras de cara al 2000 (2000)
- Castillos en el aire. Fragmentos y anticipaciones. Homenaje a Maurits Cornelis Escher (2002)
- La cocina mexicana, con Socorro Gordillo de Del Paso (2008)
- El Va y Ven de las Malvinas (2012)
- Amo y señor de mis palabras, Artículos, discursos y otros textos sobre literatura (2015)

## Premios
- Premio Xavier Villaurrutia, 1966, por José Trigo.
- Premio México de Novela, 1975.
- Premio Rómulo Gallegos, 1982, por Palinuro de México.
- Premio Mazatlán de Literatura, 1988, por Noticias del Imperio.
- Premio Nacional de Ciencias y Artes de México, 1991.
- Miembro del Colegio Nacional, 1996.
- Miembro de la Academia Mexicana de la Lengua, 2006.
- Premio FIL de Literatura, 2007.
- Doctor honoris causa por la Universidad de Guadalajara, 2013.
- Premio Internacional Alfonso Reyes, 2014[12]
- Premio Cervantes, 2015[15]
- Medalla Sor Juana Inés de la Cruz, 2018.[16][17]

| Predecesor: Juan Goytisolo | Premio Miguel de Cervantes 2015 | Sucesor: Eduardo Mendoza |